# Summer Catch
Summer Catch és una pel·lícula estatunidenca dirigida per Michael Tollin, estrenada l'any 2001. Ha estat doblada al català

### Argument
Tots els estius les millors promeses de la lliga universitària de beisbol es reuneixen en una escola de Cap Cod, a l'estat de Massachusetts, amb l'objectiu de preparar els millors per donar el salt a la lliga professional. Un noi del lloc, Ryan Dunne, amb fama de ser un excepcional repetidor, la jugarà en un ambient enrarit per la rivalitat amb un dels seus companys i els encants d'una nena rica que poden distreure-li greument dels seus objectius.

## Repartiment
- Freddie Prinze Jr.: Ryan Dunne
- Jessica Biel: Tenley Parrish
- Fred Ward: Sean Dunne
- Matthew Lillard: Billy Brubaker
- Brian Dennehy: John Schiffner
- Jason Gedrick: Mike Dunne
- Brittany Murphy: Dede Mulligan
- Bruce Davison: Rand Parrish
- Marc Blucas: Miles Dalrymple
- Wilmer Valderrama: Mickey Dominguez
- Corey Pearson: Eric Van Leemer
- Christian Kane: Dale Robin
- Cedric Pendleton: Calvin Knight
- Gabriel Mann: Auggie
- Jed Rhein: Pete

## Al voltant de la pel·lícula
- El rodatge va començar el juny de 2000 i es va desenvolupar a Cap Cod, Cincinnati i Southport.
- Hot Summer és el primer film de l'actor Wilmer Valderrama.
- Els actors Matthew Lillard i Freddie Prinze Jr., que s'havien trobat per primera vegada a Algú com tu (1999), s'han trobat després als films Cap d'esquadró (1999), Scooby-Doo (2002) i Scooby-Doo 2 (2004). Pel que fa a Brittany Murphy i Christian Kane, es trobaran dos anys més tard a Just Married (2003).

## Banda original
- Sweet Summer, interpretada per Radford
- Jump, interpretada per Clara Star
- Would You...?, interpretada per Touch and Go
- Straight To... Number One, interpretada per Touch and Go
- Bohemian Like You, interpretada per The Dandy Warhols
- Soul Sound, interpretada per Sugababes
- Let It Go, interpretada per The Clarks
- Mr. Hawkins, interpretada per Uncle Kracker
- Another Day, interpretada per Nine Days
- Anything and Everything, interpretada per Youngstown
- Every Time She Walks, interpretada per Fastball
- I Like It, interpretada per The Miami Allstars
- Going Back to Cali, composé par Rick Rubin i LL Cool J
- Over My Head, interpretada per Semisonic
- Makes No Différence, interpretada per Sum 41
- The Whole Enchilada, interpretada per Brett Laurence
- Wild Blue Night, interpretada per Frina Harmosn, Dillon O'Brian i Matthew Gerrard
- Skin, interpretada per Collective Soul
- Tell Her This, interpretada per Diffuser
- What It Beez Like, interpretada per Tarsha Vega
- Sometimes, interpretada per Michael Franti and Spearhead
- Lovin' Each Day, interpretada per Ronan Keating